# باتوواتا
باتوواتا (به لاتین: Batuwatta) یک منطقهٔ مسکونی در سری‌لانکا است که در استان غربی، سری‌لانکا واقع شده‌است.